# Xã Vernon, Quận Dubuque, Iowa
Xã Vernon (tiếng Anh: Vernon Township) là một xã thuộc quận Dubuque, tiểu bang Iowa, Hoa Kỳ. Năm 2010, dân số của xã này là 3.072 người.